# Thyrocopa
Thyrocopa é um gênero de traça pertencente à família Agonoxenidae.